# Lophocampa subalpina
Lophocampa subalpina är en fjärilsart som beskrevs av French 1890. Lophocampa subalpina ingår i släktet Lophocampa och familjen björnspinnare. Inga underarter finns listade i Catalogue of Life.